# Blakenhall
Blakenhall är en by i civil parish Doddington and District, i distriktet Cheshire East, i Storbritannien. Den ligger i grevskapet Cheshire och riksdelen England, i den södra delen av landet, 230 km nordväst om huvudstaden London. Blakenhall var en civil parish 1866–2023 när blev den en del av Doddington and District. Civil parish hade 125 invånare år 2001. Byn nämndes i Domedagsboken (Domesday Book) år 1086, och kallades då Blachenhale.